# Hypochrysops linas
Hypochrysops linas är en fjärilsart som beskrevs av Hans Fruhstorfer 1908. Hypochrysops linas ingår i släktet Hypochrysops och familjen juvelvingar. Inga underarter finns listade i Catalogue of Life.